# Funk la Planet
Funk la Planet est le nom d´un label indépendant créé en 1995 par Benjamin Deffe à New York, spécialisé dans la house music et le hip-hop.

## Discographie
- 1995: " Jazz to move that azz" E.P (4 tiltes) Funk la planet feat. Soundwave and members of Groove collective (NYC)
- 1996 : Undaground Connexion Rockin' Squat (Assassin) & Supernatural
- 1997 : Hot Time de Soundwave feat. Supernatural
- 1997 : "Hypocrites" de Charlie Brown (Leaders of the new school)
- 1997 : "Egotrip" de BOD Click featuring Supernatural
- 1998 : "You gave me love de Master H
- 1998 : Wake up ! (Réveillez-vous !) Assassin feat. Wise Intelligent (Poor Righteous teachers)
- 1999 : "Runnin Back " Kimera Lovelace Produced by Benjamin Deffe and Frank Delour
- 2000 : "Come into life Remixes de Joyce Sims
- 2000 : "New beginning" Joyce Sims
- 2002 : " Vien" Ophelie Winter Expilcit lyrics album
- 2005 : Life everlasting" de Glen Lewis feat. M. Jojo & Bongani (Dennis Ferrer mix)
- 2006 : "Touche d'espoir" album Assassin (Production executive)
- 2006 : "Put your hands up "Naptron EP
- 2006 : "If you find your way" alex and reverend p
- 2006 : "Animal vibes de Alex & Reverend p
- 2007 : "Evolution" Ep By FilSonik
- 2007 : Funk la planet all stars feat Toni Smith " Summertime" DJ Fudge remixes
- 2008 : Arnaud d faet Ama " Mi amor"
- 2008 : Scott Wozniak feat angelica Linares " Automatic"
- 2008 : Alex and Reverend P feat Jocely Mathieu " Lion in cage" Jon Cutler remixes
- 2008 : "Falling for you" Ophelie Winter
- 2008 : Greystone volume 1 compilation NYC
- 2009 : "Confessions d'un enfant du siècle" Volume 1 (Executive production NYC)
- 2009 : "Confessions d'un enfant du siècle" Volume 2 (executive production NYC)
- 2009 : "I'm laughin" E.P (4 tracks) Atomm
- 2009 : "Fallin" Ophelie Winter
- 2009 : "Mindblowin: Filsonik
- 2009 : "90 west " compilation NYC
- 2009 : "Greystone volume 2" compilation
- 2010 : " Funk la planet volume 3 "We house NY"
- 2010 : Greystone compilation volume 3
- 2010 : Soulkast Feat. Dj Premier "Premiere Salve" (Executive production NYC)
- 2010 : Scott Wozniak "I originate fire"
- 2011 : Funk la planet presents Dj Fudge Feat. Afrika Bambaataa "Jump up" (Remixes by Dj Premier, Dj Fudge, Ed Rodman & Tone Swaag)